# بخش لیبرتی (شهرستان دلاور، اوهایو)
بخش لیبرتی (به انگلیسی: Liberty Township) یک منطقهٔ مسکونی در ایالات متحده آمریکا است که در شهرستان دلاویر، اوهایو واقع شده‌است.
 بخش لیبرتی ۸۶٫۴ کیلومتر مربع مساحت و ۲۶٬۱۷۲ نفر جمعیت دارد و ۲۷۰ متر بالاتر از سطح دریا واقع شده‌است.